# Skvalberget
Skvalberget med Djupsundsgrundet är en ö i Finland. Den ligger i Bottenhavet och i kommunen Kristinestad i den ekonomiska regionen  Sydösterbotten i landskapet Österbotten, i den västra delen av landet. Ön ligger omkring 130 kilometer söder om Vasa och omkring 280 kilometer nordväst om Helsingfors.
Öns area är 27,2 hektar och dess största längd är 0,9 kilometer i öst-västlig riktning.

## Sammansmälta delöar
- Skvalberget 61°58′21″N 21°18′07″Ö / 61.97244°N 21.30186°Ö
- Djupsundsgrundet 61°58′09″N 21°18′30″Ö / 61.96913°N 21.30832°Ö

## Klimat
Inlandsklimat råder i trakten. Årsmedeltemperaturen i trakten är 4 °C. Den varmaste månaden är augusti, då medeltemperaturen är 15 °C, och den kallaste är januari, med −10 °C.